# Петроглиф
Петроглифи су слике створене дуборезом, гравирањем, жуљањем или гребањем по површини стена, да би се добила уметничка обрада камених форми (енгл. rock art). Оваквих уметничких остварења има на целој планети, од Европе и Азије до Северне и Јужне Америке, а најчешће су повезана са праисторијским културама. Сама реч настала је комбиновањем грчких речи за стену (грч. петро-) и глифеин у значењу "обрада", а води порекло из француског језичког жаргона (фр. pétroglyphe).
Разликујемо и уметничку форму цртања или сликања по камену која се назива петрограф. Обе форме уметности подједнако спадају како у архаичну уметност старих народа тако у модерну академску уметност. Инуксук скулпутуре северних индијанаца такође су јединствени облици од стена.
Петроглифи су најчешће већи и добро уочљиви пошто је циљ да створе утисак у посматрачу. Најчешће су вертикално поставњени, али има рељефа угравираних и на водоравној каменој површини.

## Историјска позадина и тумачење
Многи петроглифи настали су у неолиту или још раније, у палеолиту, пре 10,000 до 12,000 година. У Аустралији има и оних за које археолози сматрају да су стари чак 27,000 година, али има и тврдњи за старост неких других од 40,000 година. Петроглифе пре око 7000–9000 година постепено замењује систем писања као што је пиктограм или идеограм.
Има много покушаја објашњења циља и значења појединих петроглифа, у зависности од њихове локације, доби, и врсте. Има оних које су мапе, других за које се тврди да су астрономски маркери, али и разних других облика симболичког изражавања. За већину петроглифа важи да су јединствена комуникација људи у некој врсти "пра-форме" писма.